# Triathlon aux Jeux olympiques d'été de 2012
Navigation
Pékin 2008 Rio de Janeiro 2016
Les épreuves de triathlon des Jeux olympiques d'été de 2012 ont eu lieu à Hyde Park à Londres au Royaume-Uni. L'épreuve féminine se déroule le 4 août et l'épreuve masculine, le 7 août. Un total de 110 athlètes, 55 hommes et 55 femmes,  participent à ces épreuves. Le triathlon a fait ses débuts aux Jeux olympiques d'été lors des Jeux de 2000 à Sydney et les six médaillés d'or avant les Jeux de Londres 2012 viennent de six nations différentes.

## Format et site

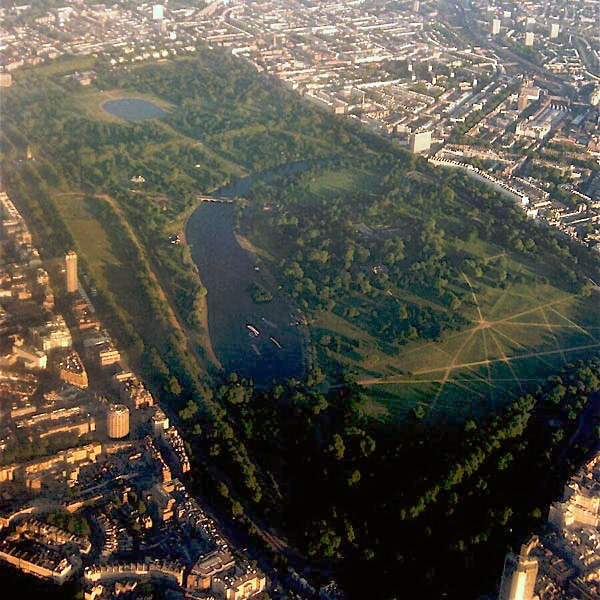
Vue aérienne de Hyde Park

Le triathlon olympique comprend trois composantes : 1,5 km à la nage, 40 km à vélo et 10 km de course. Les compétitions prennent la forme d'une épreuve unique entre tous les participants sans manches.
Les deux épreuves ont lieu à Hyde Park, un des huit Parcs royaux de Londres,. La partie natation a lieu dans la Serpentine où un ponton est construit pour être la zone de départ. La partie cyclisme fait quitter aux athlètes le parc par la porte de la Reine Mère, traverser l'Arc de Wellington, descendre Constitution Hill et aller à Birdcage Walk en face du palais de Buckingham avant de retourner dans le parc pour finir l'épreuve avec quatre tours de course à pied autour de la Serpentine.
Une zone temporaire avec 3 000 places a été construite dans le parc en juin 2012 et une palissade de trois mètres de haut entoure les épreuves. Ce sont les premiers jeux où les triathlètes font leurs éventuelles pénalités dans un coin (penality box), alors que précédemment le temps ajouté à la fin de la course devait être pris à un certain point de la course à pied.

## Qualification
La période de qualification s'est déroulée du 1er juin 2010 au 31 mai 2012; les triathlètes de chaque sexe étant qualifiés à la fin de cette période. Des points sont attribués sur la base des résultats lors d'une série d'épreuves internationales et les athlètes peuvent utiliser leurs 14 meilleurs résultats pour leur qualification olympique - six obtenus lors de la première année et huit de la seconde,. 
Les épreuves de qualification ont quatre niveaux différents avec des points attribués selon une échelle progressive. Le premier niveau apporte 1 000 points au vainqueur et comporte les finales des championnats du monde 2010 et 2011 ainsi que l'épreuve de qualification olympique en 2011. Il y a 800 points disponibles pour le vainqueur des chacune des dix épreuves de championnats du monde qui ont eu lieu durant la période de qualification, 500 points pour le troisième niveau qui comprend les épreuves de coupe du monde et 400 points pour le quatrième niveau qui comprend les championnats continentaux. Dans toutes ces épreuves, les athlètes doivent finir dans le top 50 et, au niveau des écarts, à moins de 5 % du temps de vainqueur pour les hommes et 8 % pour les femmes.
39 athlètes se sont qualifiés par leur classement, suivi par les 5 champions continentaux et les trois premiers de l'épreuve mondiale de qualification qui a eu lieu à Londres le 6 et 7 août 2011. Enfin, 5 places supplémentaires seront distribués aux pays qui n'étaient pas qualifiés.

## Calendrier
Toutes les heures sont en heure d'été du Royaume-Uni (UTC+01:00). Toutes les heures des épreuves sont sujettes à modifications
| Épreuve          | Date   | Heure de départ |
| ---------------- | ------ | --------------- |
| Triathlon femmes | 4 août | 9 h 00          |
| Triathlon hommes | 7 août | 11 h 30         |

## Résultats

### Classement hommes
Les frères Brownlee (Britanniques) et l'Espagnol Gómez remportent le podium de l'épreuve hommes, ils étaient à cette époque tous les trois licenciés au club français  E.C. Sartrouville Triathlon.
| Place                               | Pays        | Triathlète            | Temps           | Nat         | T1   | Vélo        | T2   | CàP         | Écart        |
| ----------------------------------- | ----------- | --------------------- | --------------- | ----------- | ---- | ----------- | ---- | ----------- | ------------ |
| Médaille d'or, Jeux olympiques      | Royaume-Uni | Alistair Brownlee     | 1 h 46 min 25 s | 17 min 4 s  | 39 s | 59 min 8 s  | 27 s | 29 min 7 s  | + 0 s        |
| Médaille d'argent, Jeux olympiques  | Espagne     | Francisco Gómez       | 1 h 46 min 36 s | 17 min 0 s  | 36 s | 59 min 16 s | 28 s | 29 min 16 s | + 11 s       |
| Médaille de bronze, Jeux olympiques | Royaume-Uni | Jonathan Brownlee     | 1 h 46 min 56 s | 17 min 2 s  | 38 s | 58 min 50 s | 29 s | 29 min 37 s | + 29 s       |
| 4e                                  | France      | David Hauss           | 1 h 47 min 14 s | 17 min 24 s | 38 s | 58 min 50 s | 29 s | 29 min 53 s | + 49 s       |
| 5e                                  | France      | Laurent Vidal         | 1 h 47 min 21 s | 17 min 27 s | 43 s | 58 min 42 s | 28 s | 30 min 1 s  | + 56 s       |
| 6e                                  | Allemagne   | Jan Frodeno           | 1 h 47 min 26 s | 17 min 20 s | 46 s | 58 min 46 s | 28 s | 30 min 6 s  | + 1 min 1 s  |
| 7e                                  | Russie      | Alexander Bryukhankov | 1 h 47 min 35 s | 17 min 22 s | 40 s | 58 min 51 s | 32 s | 30 min 10 s | + 1 min 10 s |
| 8e                                  | Suisse      | Sven Riederer         | 1 h 47 min 46 s | 17 min 22 s | 39 s | 58 min 52 s | 30 s | 30 min 23 s | + 1 min 21 s |

Autres participants :

9e : João Silva  Portugal (1 h 47 min 51 s)

10e : Alessandro Fabian  Italie (1 h 48 min 03 s)

11e : Vincent Luis  France (1 h 48 min 18 s)

12e : Bevan Docherty  Nouvelle-Zélande (1 h 48 min 35 s)

13e : Ivan Vasiliev  Russie (1 h 48 min 43 s)

14e : Hunter Kemper  États-Unis (1 h 48 min 46 s)

15e : Kris Gemmell  Nouvelle-Zélande (1 h 48 min 52 s)

16e : Steffen Justus  Allemagne (1 h 49 min 12 s)

17e : Richard Murray  Afrique du Sud (1 h 49 min 15 s)

18e : Courtney Atkinson  Australie (1 h 49 min 19 s)

19e : Mario Mola  Espagne (1 h 49 min 23 s)

20e : Hirokatsu Tayama  Japon (1 h 49 min 24 s)

21e : Dmitry Polyanskiy  Russie (1 h 49 min 24 s)

22e : Richard Varga  Slovaquie (1 h 49 min 24 s)

25e : Kyle Jones  Canada (1 h 49 min 58 s)

26e : Simon De Cuyper  Belgique (1 h 50 min 00 s)

27e : Brent McMahon  Canada (1 h 50 min 03 s)

28e : Crisanto Grajales  Mexique (1 h 50 min 08 s)

31e : Maik Petzold  Allemagne (1 h 50 min 23 s)

32e : Brad Kahlefeldt  Australie (1 h 50 min 23 s)

33e : Ryan Sissons  Nouvelle-Zélande (1 h 50 min 27 s)

34e : Tyler Butterfield  Bermudes (1 h 50 min 32 s)

36e : Reinaldo Colucci  Brésil (1 h 50 min 59 s)

37e : Stuart Hayes  Royaume-Uni (1 h 51 min 04 s)

39e : Ruedi Wild  Suisse (1 h 51 min 10 s)

42e : Danylo Sapunov  Ukraine (1 h 51 min 32 s)

43e : Yūichi Hosoda  Japon (1 h 51 min 40 s)

45e : Přemysl Švarc  Tchéquie (1 h 52 min 08 s)

47e : Marek Jaskółka  Pologne (1 h 52 min 38 s)

Simon Whitfield  Canada : Abandon

### Classement femmes
| Place                               | Pays             | Triathlète    | Temps           | Nat         | T1   | Vélo           | T2   | CàP         | Écart        |
| ----------------------------------- | ---------------- | ------------- | --------------- | ----------- | ---- | -------------- | ---- | ----------- | ------------ |
| Médaille d'or, Jeux olympiques      | Suisse           | Nicola Spirig | 1 h 59 min 48 s | 19 min 23 s | 39 s | 1 h 5 min 33 s | 29 s | 33 min 41 s | 0 s          |
| Médaille d'argent, Jeux olympiques  | Suède            | Lisa Nordén   | 1 h 59 min 48 s | 19 min 17 s | 46 s | 1 h 5 min 33 s | 29 s | 33 min 42 s | + 0 s        |
| Médaille de bronze, Jeux olympiques | Australie        | Erin Densham  | 1 h 59 min 50 s | 19 min 24 s | 39 s | 1 h 5 min 33 s | 29 s | 33 min 42 s | + 2 s        |
| 4e                                  | États-Unis       | Sarah True    | 2 h 0 min 0 s   | 19 min 20 s | 36 s | 1 h 5 min 40 s | 31 s | 33 min 52 s | + 12 s       |
| 5e                                  | Royaume-Uni      | Helen Jenkins | 2 h 0 min 19 s  | 19 min 19 s | 43 s | 1 h 5 min 35 s | 31 s | 34 min 10 s | + 31 s       |
| 6e                                  | Nouvelle-Zélande | Andrea Hewitt | 2 h 0 min 36 s  | 19 min 28 s | 41 s | 1 h 5 min 26 s | 29 s | 34 min 29 s | + 48 s       |
| 7e                                  | Espagne          | Ainhoa Murúa  | 2 h 0 min 56 s  | 19 min 21 s | 39 s | 1 h 5 min 37 s | 31 s | 34 min 47 s | + 1 min 8 s  |
| 8e                                  | Australie        | Emma Jackson  | 2 h 1 min 16 s  | 19 min 24 s | 41 s | 1 h 5 min 32 s | 29 s | 35 min 6 s  | + 1 min 28 s |

Autres participantes:

9e : Jessica Harrison  France (2 h 01 min 22 s)

10e : Kate McIlroy  Nouvelle-Zélande (2 h 01 min 28 s)

11e : Anne Haug  Allemagne (2 h 01 min 35 s)

12e : Anja Dittmer  Allemagne (2 h 01 min 38 s)

13e : Irina Abysova  Russie (2 h 01 min 52 s)

14e : Mariko Adachi  Japon (2 h 02 min 04 s)

15e : Vendula Frintová  Tchéquie (2 h 02 min 08 s)

16e : Barbara Riveros Diaz  Chili (2 h 02 min 15 s)

17e : Laura Bennett  États-Unis (2 h 02 min 17 s)

18e : Emmie Charayron  France (2 h 02 min 26 s)

19e : Gillian Sanders  Afrique du Sud (2 h 02 min 28 s)

20e : Radka Vodičková  Tchéquie (2 h 02 min 34 s)

21e : Claudia Rivas  Mexique (2 h 02 min 38 s)

22e : Kate Roberts  Afrique du Sud (2 h 02 min 46 s)

25e : Agnieszka Jerzyk  Pologne (2 h 02 min 52 s)

26e : Vicky Holland  Royaume-Uni (2 h 02 min 55 s)

27e : Helle Frederiksen  Danemark (2 h 03 min 10 s)

28e : Katrien Verstuyft  Belgique (2 h 03 min 33 s)

29e : Carole Péon  France (2 h 03 min 58 s)

30e : Pâmella Oliveira  Brésil (2 h 04 min 02 s)

31e : Maria Cześnik  Pologne (2 h 04 min 09 s)

32e : Svenja Bazlen  Allemagne (2 h 04 min 11 s)

33e : Lucy Hall  Royaume-Uni (2 h 04 min 38 s)

34e : Juri Ide  Japon (2 h 04 min 43 s)

35e : Nicky Samuels  Nouvelle-Zélande (2 h 04 min 48 s)

36e : Rachel Klamer  Pays-Bas (2 h 04 min 59 s)

38e : Gwen Jorgensen  États-Unis (2 h 06 min 34 s)

39e : Ai Ueda  Japon (2 h 06 min 35 s.)

40e : Daniela Ryf  Suisse (2 h 06 min 37 s)

41e : Maaike Caelers  Pays-Bas (2 h 06 min 53 s)

42e : Fabienne Saint Louis  Maurice (2 h 07 min 37 s)

43e : Aileen Reid  Irlande (2 h 08 min 16 s)

45e : Flora Duffy  Bermudes (2 h 08 min 54 s)

46e : Annamaria Mazzetti  Italie (2 h 09 min 08 s)

47e : Alexandra Razarenova  Russie (2 h 09 min 11 s)

48e : Lisa Perterer  Autriche (2 h 09 min 12 s)

49e : Elizabeth Bravo  Équateur (2 h 10 min 00 s)

51e : Zsófia Kovács  Hongrie (2 h 10 min 39 s)

52e : Paula Findlay  Canada (2 h 12 min 09 s)

Yuliya Yelistratova  Ukraine : Abandon

Kathy Tremblay  Canada : Abandon

Emma Moffatt  Australie : Abandon

### Tableau des médailles
| Rang  | Nation          | Or | Argent | Bronze | Total |
| ----- | --------------- | -- | ------ | ------ | ----- |
| 1     | Grande-Bretagne | 1  | 0      | 1      | 2     |
| 2     | Suisse          | 1  | 0      | 0      | 1     |
| 3     | Suède           | 0  | 1      | 0      | 1     |
| 3     | Espagne         | 0  | 1      | 0      | 1     |
| 5     | Australie       | 0  | 0      | 1      | 1     |
| Total | Total           | 2  | 2      | 2      | 6     |